# Rivière Patten Sud
Pour les articles homonymes, voir Patten.
La Rivière Patten Sud est un affluent de la rivière Patten, coulant dans le district de Cochrane, dans le Nord-Est de l'Ontario, au Canada. La rivière Patten Sud coule dans les cantons de Hepburn et Adair.

## Géographie
Les bassins versants voisins de la Rivière Patten Sud sont:
- côté nord: rivière Patten, rivière Turgeon ;
- côté est: rivière Turgeon, rivière Boivin ;
- côté sud: rivière Chaboillez, rivière La Reine ;
- côté ouest: rivière Kabika, rivière Kabika Est, rivière Case.

La rivière Patten Sud est issue de la confluence de deux ruisseaux (élévation: 331 m) située au sud de sa confluence avec la rivière Patten, au nord de la baie au nord-ouest du lac Abitibi.
De cette source, la rivière Patten Sud coule sur environ 22 km en serpentant vers le nord jusqu'à la confluence de l'Hepburn Creek sur sa rive gauche puis reçoit les eaux d'un ruisseau venant de l'ouest puis celles d'un ruisseau venant de l'est et continue vers le nord jusqu'à son embouchure.
L'embouchure de la rivière Patten se déverse sur la rive gauche de la rivière Patten. Cette embouchure de la rivière est située à près d'un kilomètre à l'ouest de la frontière entre l'Ontario et le Québec, au sud de l'embouchure de la rivière Patten avec rivière Turgeon situé au sud-ouest.